# Echinopora irregularis
Espèce
Statut CITES
Echinopora irregularis est une espèce de coraux appartenant à la famille des Merulinidae ou la famille Faviidae.